# Ariramba-de-barba-branca
Bico-d'agulha-de-queixo-branco, ariramba-de-barba-branca ou ariramba-de-queixo-branco (nome científico: Galbula tombacea) é uma espécie de ave galbuliforme.
Pode ser encontrada no Brasil, Colômbia, Equador e Peru. Os seus habitats naturais são: florestas de várzeas úmidas tropical ou subtropical e pântanos tropicais ou subtropicais.

## Subespécies
São reconhecidas duas subespécies:
- Galbula tombacea tombacea (Spix, 1824) – ocorre a leste da cordilheira dos Andes na Colômbia, nordeste do Equador nordeste do Peru, e oeste do Brasil ao sul do rio Amazonas, até a margem leste do rio Tocantins.
- Galbula tombacea mentalis (Deville, 1849) - ocorre do noroeste do Brasil em ambas as margens do rio Solimões, na região que vai até o rio Negro e rio Madeira.